# Kleine Striegis
Die Kleine Striegis ist ein linker, etwa 23 km langer Nebenfluss der Großen Striegis in Sachsen.

## Verlauf
Die Kleine Striegis entspringt bei Schönerstadt aus mehreren Quellen. Die Hauptquelle liegt jedoch in einem Waldstück östlich von Hausdorf, von wo aus sie ein breites, aber flaches Tal geformt hat. Nach dem Zusammenfluss mit den anderen Quellen fließt sie nordwärts durch Langenstriegis, das sich fast 4 km entlang des Flusses erstreckt. Hinter dem Ortsende nimmt sie von rechts den aus Eulendorf kommenden Eulenbach auf und folgt dessen Verlauf nach Westen entlang des Streichens der anstehenden Gesteine. Nach etwa 1,5 km wendet sie sich unvermittelt wieder nach Norden und durchfließt im weiteren Verlauf Berthelsdorf, das sich über etwa 3 km am Fluss entlang streckt. Anschließend durchfließt die Kleine Striegis Hainichen, wo der Fluss einen bedeutenden Anteil an der Herausbildung der Textilindustrie im Mittelalter hatte. Ab Crumbach strebt der Fluss in einem nordöstlich gerichteten, windungsreichen und engen Tal der Großen Striegis zu. Hierbei nimmt sie noch den von Ottendorf kommenden Pahlbach auf. Dieses Gebiet ist, wie auch der Pahlbach selbst, Teil des 1995 ha umfassenden Natura 2000-Gebietes Striegistäler und Aschbachtal. Bei Schlegel wird sie auf hoher Brücke von der A 4 überquert. Schließlich mündet sie bei Berbersdorf in die Große Striegis, die ab hier häufig (vereinigte) Striegis genannt wird.

## Zuflüsse
- Mückenbach (r)
- Eulenbach (r)
- Tännichtbach (l)
- Falkenauer Bach (l)
- Kratzbach (l)
- Pahlbach (r)